# 科希策兽医药大学
科希策兽医药大学 是一所位于斯洛伐克科希策的公立单科大学，提供兽医、动物科学等的本科、研究生和研究生教育。
自1918年12月12日布尔诺兽医大学成立以来，该大学是斯洛伐克的第一所兽医学院和捷克斯洛伐克第二所兽医学院，现在仍然存在斯洛伐克唯一提供兽医学课程的机构。